# Georges Cuvier

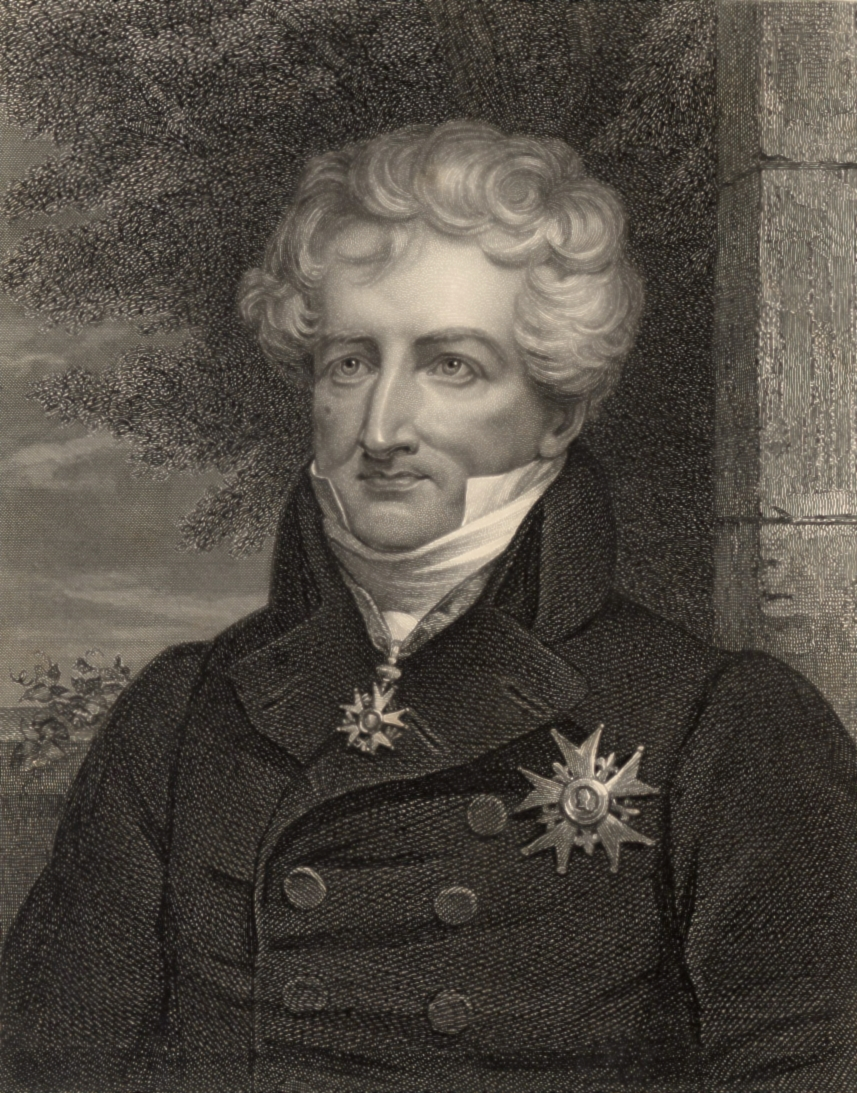
Baron Georges Léopold Chrétien Frédéric Dagobert Cuvier

Georges Léopold Chrétien Frédéric Dagobert, Baron de Cuvier (eigentlich Jean-Léopold-Nicholas Frédéric Cuvier; * 23. August 1769 in Montbéliard; † 13. Mai 1832 in Paris) war ein württembergisch-französischer Naturforscher und Mitbegründer der Zoologie als vergleichende Anatomie.

## Leben

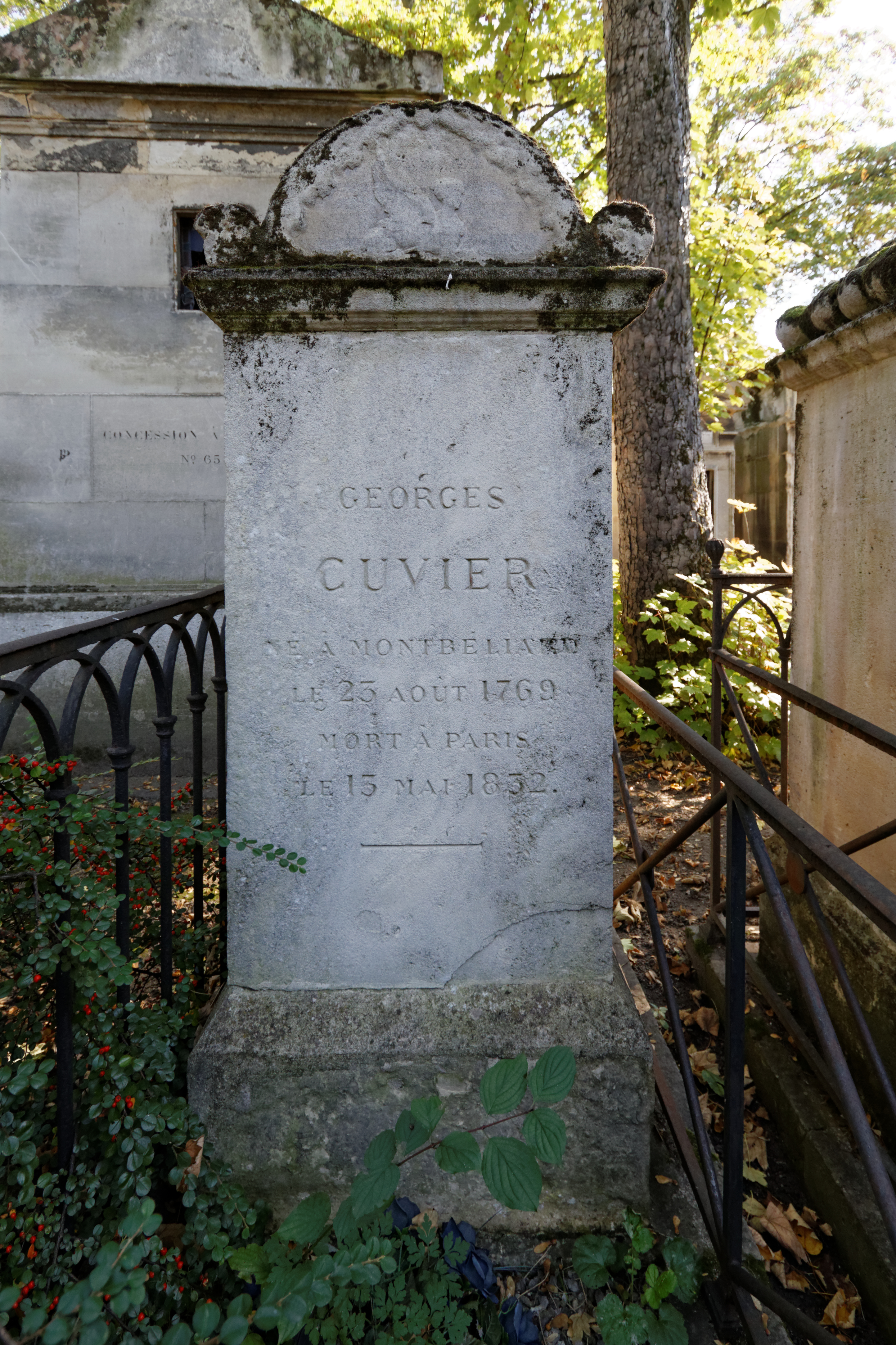
Die letzte Ruhestätte von Georges Cuvier, auf dem Pariser Friedhof Père-Lachaise

Cuvier entstammte einer lutherischen Familie aus der damals württembergischen Grafschaft Mömpelgard. Er war der Sohn von Jean Georges Cuvier (1716–1795), einem ehemaligen Leutnant eines Schweizerregimentes, und Anne-Clémence Catherine Châtel (1736–1792). Getauft wurde er auf die Vornamen Jean-Léopold-Nicholas Frédéric, später wurde noch der Vorname Dagobert hinzugefügt. Als alleinigen Vornamen übernahm er den Vornamen seines früh verstorbenen älteren Bruders Georges Charles Henri (1765–1767).
Bereits in seiner Kindheit las er das Gesamtwerk von Georges-Louis Leclerc de Buffon und legte im Alter von zwölf Jahren seine erste naturkundliche Sammlung an. Von 1784 bis 1788 studierte Cuvier an der Hohen Karlsschule in Stuttgart, wo er vorwiegend Kurse der administrativen, juristischen und ökonomischen Wissenschaften belegte. Während dieser Zeit freundete er sich mit Carl Friedrich Kielmeyer an, von dem er das Sezieren erlernte.
1787 wurde er zum Chevalier („Ritter“) ernannt, was ihm den Zugang zur gehobenen Gesellschaft ermöglichte. Nach seinem Studium an der Hohen Karlsschule fand Cuvier dann für acht Jahre eine Anstellung als Hauslehrer beim Grafen d’Héricy in der Normandie. In seiner Freizeit widmete er sich naturkundlichen Studien, bei denen er Pflanzen, Seevögel und Meerestiere untersuchte. Henri-Alexandre Tessier und Étienne Geoffroy Saint-Hilaire empfahlen, Cuvier an das Muséum national d’histoire naturelle von Paris zu berufen. Im Jahre 1795 wurde er zum Mitglied der Société d’histoire naturelle. Hilaire, der dort Professor für „Säugetiere, Cetaceen, Vögel, Reptilien und Fische“ war, folgte dieser Empfehlung. Im selben Jahr wurde Cuvier Mitglied des neu gegründeten Institut de France.
Während der durch den Ägyptenfeldzug bedingten Abwesenheit Geoffroys gewann Cuvier unter den Zoologen des Muséums an Einfluss. 1800 wurde er Professor der Zoologie und 1803 Sekretär der Physikalischen Wissenschaften am Collège de France.
1804 heiratete Cuvier die Witwe Duvaucel, die vier Kinder mit in die Ehe brachte und mit der er weitere vier Kinder hatte. Georges Cuvier starb 1832 an den Folgen einer Cholera-Infektion. Er wurde auf dem Pariser Friedhof Père-Lachaise beigesetzt.

## Ehrungen
1801 wurde er zum auswärtigen Mitglied der Göttinger Akademie der Wissenschaften und 1805 der Königlich Dänischen Akademie der Wissenschaften gewählt. Am 17. April 1806 nahm ihn die Royal Society als Mitglied auf. 1808 wurde er zum auswärtigen Mitglied der Bayerischen Akademie der Wissenschaften gewählt. Im Auftrag Napoléons reorganisierte er die akademischen Institute in Italien, den Niederlanden und in Süddeutschland und wurde für seine Verdienste 1811 mit dem Orden Chevalier de la Légion d’Honneur ausgezeichnet. 1814 erfolgte die Ernennung zum Conseil d’État. 1813 wurde er Ehrenmitglied (Honorary Fellow) der Royal Society of Edinburgh. 1822 wurde er in die American Academy of Arts and Sciences und 1830 in die Académie des Inscriptions et Belles-Lettres gewählt. Kurz vor seinem Tod stieg er bis zum Pair von Frankreich auf.

## Werk
Georges Cuvier gilt als wissenschaftlicher Begründer der Paläontologie und machte die vergleichende Anatomie zu einer Forschungsdisziplin. Indem er 1795 das über Linnés System hinausgehende Prinzip aufstellte, dass die Einteilung der Tiere nicht wie bisher durch äußere Eigentümlichkeiten, sondern durch die innere Organisation geleitet werden müsse, gab er der Zoologie ihren wissenschaftlichen Charakter. Hierzu führte er auch das Experiment in die Zoologie bzw. vergleichende Anatomie ein. Er untersuchte die Anatomie verschiedener Lebewesen und verglich systematisch alle Ähnlichkeiten und Unterschiede. Diese Studien ermöglichten ihm, aus der Existenz einiger Knochen die Gestalt anderer Knochen und die zugehörigen Muskeln abzuleiten. So gelang ihm schließlich die Rekonstruktion eines ganzen Tierkörpers aus nur wenigen Teilen.
Zu Cuviers Schülern zählten Alcide Dessalines d’Orbigny, Achille Valenciennes, Gotthelf Fischer von Waldheim, Henri Marie Ducrotay de Blainville und Franco Andrea Bonelli.
Seine Untersuchungen von etwa 1803 an beschäftigten sich besonders mit
1. der Gliederung der Mollusken (Mémoires pour servir à l’histoire et a l’anatomie des mollusques, dt. Geschichte und Anatomie der Mollusken, 1817)
2. der vergleichenden Anatomie und der Arteneinteilung der Fische (Histoire naturelle des poissons, dt. Naturgeschichte der Fische 1828–1831)
3. den Fossilien von Reptilien und Säugetieren sowie der Osteologie rezenter Lebewesen.

Zum dritten Bereich veröffentlichte Cuvier eine Flut von Abhandlungen, die seine außerordentliche Beobachtungsgabe und seine präzisen Schlussfolgerungen dokumentieren. Durch seine geognostischen Untersuchungen des Pariser Beckens kam er zuerst auf den Gedanken, dass abwechselnd Fluten von Süß- und Meerwasser die Erdoberfläche verändert haben müssen (Transgression). Zusammenfassungen dieser Arbeiten sind die Recherches sur les ossements fossiles de quadrupèdes (dt. Untersuchungen an fossilen Knochen von Vierbeinern 1812) sowie der Discours sur les révolutions de la surface du globe (dt. Diskurs über die Veränderungen der Erdoberfläche 1825).
In seinem vierbändigen Werk Le règne animal distribué d'après son organisation (dt. Das Tierreich nach Gestaltung unterteilt 1817) teilte er das Tierreich in vier unveränderliche Großgruppen ein, die er als Wirbeltiere (Vertebrata), Weichtiere (Mollusca), Strahlentiere (Radiata) und Gliedertiere (Articulata) bezeichnete, und denen er einen jeweils eigenen grundlegenden Bauplan zuordnete. Seine gewissenhaften Untersuchungen der Schichtfolgen und der in ihnen enthaltenen Fossilien führten zum Nachweis, dass Lebewesen (und ganze Arten) aussterben können, was zuvor von Johann Friedrich Esper 1774 schon erwogen wurde. Dies war noch von Jean-Baptiste de Lamarck und Geoffroy Saint-Hilaire grundsätzlich bestritten worden.
Als Sammler naturhistorischer Gegenstände, als systematischer Forscher, Lehrer und Bildungspolitiker war er gleichermaßen bedeutend. Das Schulwesen und die protestantische Kirche in Frankreich verdanken ihm außerordentlich viel.

### Katastrophismus
Cuvier galt lange als der bekannteste Verfechter des Katastrophismus (Kataklysmentheorie), demzufolge in der Erdgeschichte wiederholt große Katastrophen einen Großteil der Lebewesen vernichteten und aus den verbliebenen Arten in darauf folgenden Phasen neues Leben entstanden sei.
Im Jahre 1808 gliederte Cuvier gemeinsam mit dem französischen Naturforscher Alexandre Brongniart die geologische Schichtung im Pariser Becken (älteres Känozoikum bzw. Tertiär). Dabei untersuchten sie die Fossilien in den einzelnen Erdschichten. Sie entdeckten eine Abfolge von insgesamt sieben fossilen Faunen, wobei jede Fauna einer bestimmten Schicht in der darauffolgenden Schicht von einer anderen Fauna abgelöst wurde, somit nach einiger Zeit verschwand. Zwischen jeder der übereinander folgenden terrestrischen fossilen Faunen lagen nun aber Schichten, die marine Mollusken aufwiesen, sodass sich also Süßwasser- und Meerwasserablagerungen abwechselten.
Cuvier schloss daraus, dass diese Lücken ein Hinweis für globale Katastrophen sein mussten. Er mutmaßte, dass der Ozean sich von Norden aus in Richtung des Pariser Beckens ausgebreitet, dabei die Landsäugetiere ausgelöscht und in der Folge marine Organismen mitgebracht hatte. Nach dem Rückzug des Meeres erschienen erneut Landsäugetiere. Cuvier verallgemeinerte, dass diese globalen Katastrophen in der Erdgeschichte immer wieder das Leben zerstörten und anschließend zu einem Neubeginn geführt hätten.
Er war ein Kind der französischen Aufklärung, dogmatisch-theologische Thesen innerhalb der Naturwissenschaften wären ihm ein Gräuel gewesen. Die Legende, Cuvier habe nach jeder Katastrophe eine Neuschöpfung durch Gott postuliert, wurde von seinem Gegner Charles Lyell verbreitet. Diese Behauptung lässt sich mit keiner der vielen Veröffentlichungen Cuviers belegen. Ebenso unhaltbar ist die Unterstellung, Cuvier habe noch an eine an biblischen Vorstellungen orientierte Dauer der Erdgeschichte geglaubt.
Cuvier nutzte seine überragenden Kenntnisse in der Anatomie, um fehlende versteinerte Knochen idealtypisch zu einem Gesamtskelett zu ergänzen. Seine Entdeckung eines Faunenschnitts anhand von Fossilien verband er mit seiner Ablehnung der gradualistischen Evolutionstheorie von Jean Baptiste Lamarck.

### Der Pariser Akademiestreit
Der bekannteste wissenschaftliche Gegner Cuviers war Geoffroy Saint-Hilaire, bei dem er als Assistent begonnen hatte. Berühmt wurde der Pariser Akademiestreit von 1830, bei dem nicht nur die Katastrophentheorie eine Rolle spielte, sondern auch die Frage, ob die Naturgeschichte einem einheitlichen Bauplan folge (Saint-Hilaire) oder mehreren grundsätzlich verschiedenen (Cuvier).
Lange Zeit wurde Cuvier aufgrund der Angriffe Lyells und seiner Ablehnung der Theorie einer kontinuierlich verlaufenden Evolution (Gradualismus), als rückständig betrachtet, doch wurde die Evolutionstheorie unter Cuviers wissenschaftlichen Zeitgenossen noch kontrovers diskutiert. Heute ist unumstritten, dass neben dem allmählichen Wandel auch katastrophale Ereignisse für die Geschichte des Lebens entscheidend waren – wie etwa die erdumspannende Katastrophe vor rund 66 Millionen Jahren an der Kreide-Paläogen-Grenze, die für das Massenaussterben am Ende des Mesozoikums verantwortlich gemacht wird.

## Ehrungen
Im Jahr 1820 wurde er zum Mitglied der Leopoldina gewählt.
Die Reptilienarten Anolis cuvieri, Bachia cuvieri und Oplurus cuvieri, der Tigerhai Galeocerdo cuvier sowie die Säugetierart Proechimys cuvieri sind ebenfalls nach Georges Cuvier benannt. Die Vogelarten Regulus cuvieri, Phaeochroa cuvierii und Ramphastos tucanus cuvieri sind entweder nach ihm oder seinem jüngeren Bruder Frédéric benannt. Nach Cuvier ist auch die Pflanzengattung Cuviera Koeler aus der Familie der Süßgräser (Poaceae) benannt.
Der Tiefseegraben Cuvier-Canyon, der Mondkrater Cuvier sowie der Asteroid (9614) Cuvier sind nach ihm benannt. Cuvier ist Namensgeber für die Cuvier-Insel in der Antarktis.
Die von 1838 bis etwa 1848 in Paris bestehende zoologische Gesellschaft Société Cuvierienne benannte sich nach ihm. Georges Cuvier ist unter den 72 Namen hervorragender Personen auf dem Eiffelturm aufgeführt.

## Schriften (Auswahl)
Bücher

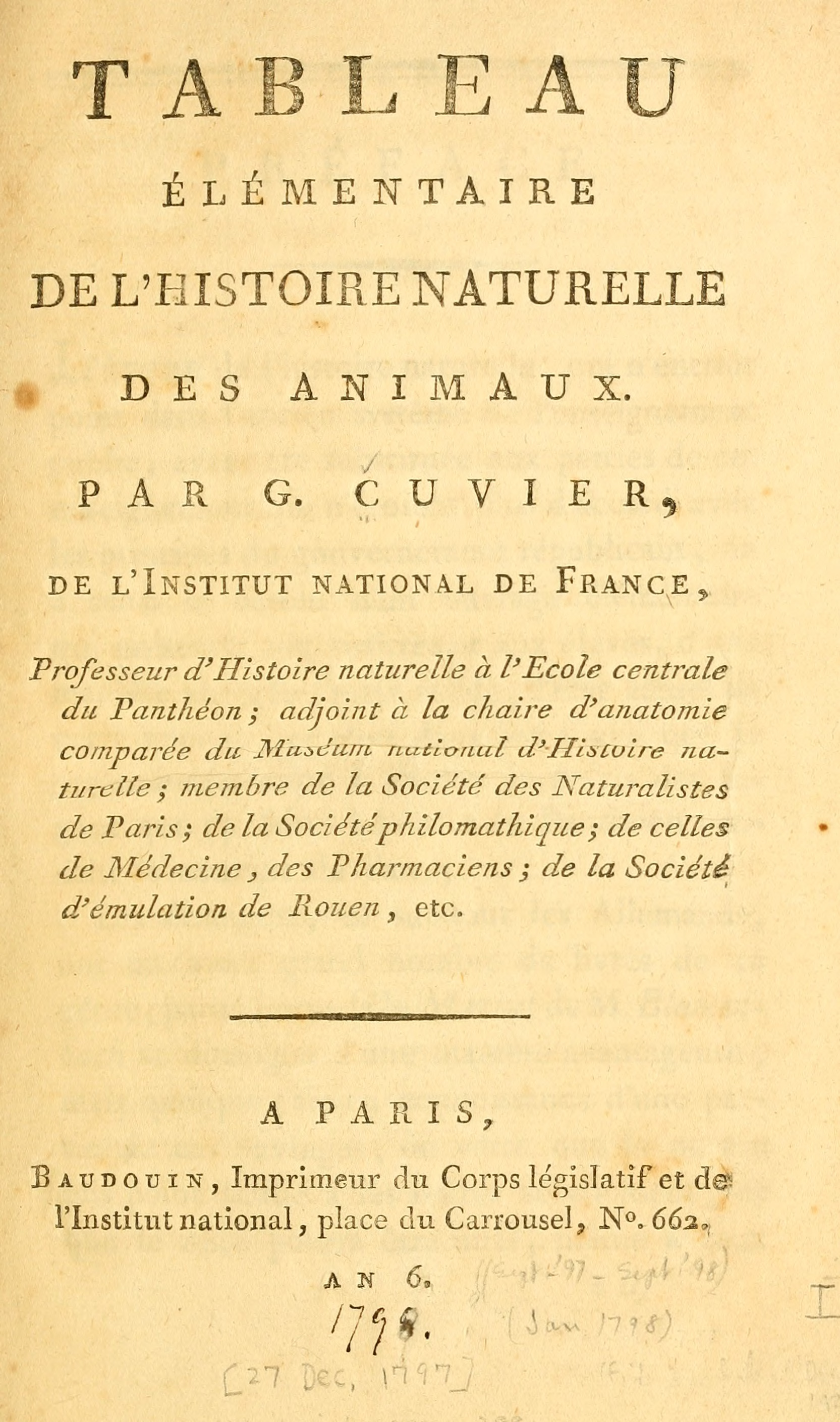
Tableau élémentaire de l'histoire naturelle des animaux, 1797

- Tableau élémentaire de l’histoire naturelle des animaux. Paris 1798 (Digitalisat).
- Leçons d’anatomie comparée. 5 Bände. Paris 1798–1805.
  - 2. überarbeitete und erweiterte Auflage. 8 Bände. Crochard, Paris 1835–1846 (Digitalisat).
  - Vorlesungen über vergleichende Anatomie. Band 1 und 2, Vieweg, Braunschweig, 1801–1802; Band 1–4, Kummer, Leipzig, 1809–1810.
- Mémoires pour servir a l’histoire et a l’anatomie des mollusques. Deterville, Paris 1817 (Digitalisat).
- Le règne animal; distribué d’après son organisation; pour servir de base à l’histoire naturelle des animaux et d’introduction à l’anatomie comparée. 4 Bände. Paris 1817 (Digitalisat).
  - Neue überarbeitete und erweiterte Ausgabe. 5 Bände. Paris 1829–1830 (Digitalisat).
  - Das Thierreich, geordnet nach seiner Organisation: als Grundlage der Naturgeschichte der Thiere und Einleitung in die vergleichende Anatomie. 6 Bände. Brockhaus, Leipzig 1831–1843.
  - „Disciples’ Edition“: Le règne animal distribué d’après son organisation, pour servir de base à l’histoire naturelle des animaux et d'introduction à l’anatomie comparée. 11 Text- und 11 Atlas-Bände, Paris 1836–1849 (Digitalisat).
- Recherches sur les ossemens fossiles ou l’on rétablit les caractères de plusieurs animaux dont les révolutions du globe ont détruit les espèces. 4 Bände. Dufour et d’Ocagne, Paris 1812.
  - 4. Auflage. 12 Bände. Paris 1835–1837.
- Discours sur les Révolutions de la surface du Globe, et sur les changemens qu’elles ont produits dans le règne animal. Dufour et d’Ocagne, Paris 1825
  - Cuvier’s Ansichten von der Urwelt. Weber, Bonn 1822.
  - Die Umwälzungen der Erdrinde in naturwissenschaftlicher und geschichtlicher Beziehung. 2. Auflage. 2 Bände. Weber, Bonn 1830.

Zeitschriftenbeiträge
- Mémoire sur la structure externe et interne et sur les affinités des animaux auxquels on a donné le nom de ver. In: La Décade philosophique, litteraire et politique. Band 5, Nr. 40, 29. Mai 1795, S. 385–396 (Digitalisat).
- Rapport sur deux Mémoires de MM. Audouin et Milne Edwards, contenant des Recherches anatomiques et physiologiques sur da circulation dans les Crustacés. In: Annales des sciences naturelles. Band 10, 1827, S. 394–399 (Digitalisat).
- Considérations sur les mollusques, et en particulier sur les céphalopodes. In: Annales des sciences naturelles. Band 21, 1830, S. 241–259 (Digitalisat, Digitalisat).
- Rapport sur trois Mémoires de MM. Victor Audouin et Millne-Edwards, relatifs aux animaux sans vertèbres des côtes de la France. In: Annales des sciences naturelles. Band 21, Paris 1830, S. 317–329 (Digitalisat).

## Nachweise

## Weitere Literatur
Moderne
- Toby A. Appel: The Cuvier-Geoffroy Debate: French Biology in the Decades Before Darwin. Oxford University Press, 1987, ISBN 0-19-504138-0.
- William Coleman: Georges Cuvier, zoologist: a study in the history of evolution theory. Harvard University Press, 1964.
- Charles Francis Cowan: On the Disciples’ Edition of Cuvier’s Règne Animal. In: Journal of the Society for the Bibliography of Natural History. Band 8, Nr. 1, 1976, S. 32–64 (doi:10.3366/jsbnh.1976.8.1.32, PDF).
- Howard Elias Negrin: Georges Cuvier: Administrator and educator. New York University, 1977.
- Dorinda Outram: Georges Cuvier: Vocation, Science, and Authority in Post-Revolutionary France. Manchester University Press, Manchester 1984, ISBN 0-7190-1077-2.
- Martin J. S. Rudwick: Georges Cuvier, Fossil Bones, and Geological Catastrophes: New Translations and Interpretations of the Primary Texts. University of Chicago Press, Chicago 1997, ISBN 0-226-73106-5.
- Jean Chandler Smith: Georges Cuvier. An annotated bibliography of his published works. Smithsonian Institution Press, 1993, ISBN 1-56098-199-7.
- Bernd-Jürgen Seitz: Der französische Naturforscher Georges Cuvier. Vor 250 Jahren in Württemberg geboren. In: Schwäbische Heimat, 70. Jg. 2019, Heft 2, S. 177–184 (online)

Ältere
- W. F. G. Behn (Hrsg.): Briefe an C. H. Pfaff: aus den Jahren 1788 bis 1792, naturhistorischen, politischen und literarischen Inhalts. Schwers, Kiel 1845. (online)
- Pierre Flourens: Histoire des travaux de Georges Cuvier. 3. Auflage. Garnier, Paris 1858. (online)
- Sarah Bowdich Lee: Mémoires du baron Georges Cuvier. H. Fournier, 1833. (online)